# Alloscirtetica grafi
Alloscirtetica grafi är en biart som beskrevs av Urban 1977. Alloscirtetica grafi ingår i släktet Alloscirtetica och familjen långtungebin. Inga underarter finns listade i Catalogue of Life.